# گریس و فرانکی
گریس و فرانکی (انگلیسی: Grace and Frankie) نام مجموعه تلویزیونی کمدی آمریکایی از شرکت نتفلیکس است که در ۸ مه ۲۰۱۵ شروع به پخش کرد و فصل دومش در مه ۲۰۱۶ نیز پخش شد. داستان این مجموعه تلویزیونی درباره دو زن حدوداً هفتاد ساله است که شوهرهایشان به تازگی اعلام کرده‌اند که عاشق یکدیگرند و قرار است از زن‌ها طلاق گرفته با یکدیگر ازدواج کنند.